# Kunstcentrum Hengelo
Het Kunstcentrum Hengelo, ook wel AkkuH (AKtuele KUnst Hengelo), was een op de beeldende kunst gericht ontmoetingscentrum in Hengelo. 
Het centrum was gevestigd in een fabriekspand van de voormalige elektrische generatorenfabriek Hazemeyer. Na een restauratie van het fabrieksgebouw ging Kunstcentrum Hengelo in 2008 in het gebouw van start. In het centrum vonden onder andere tentoonstellingen, debatten, lezingen, mediakunst, educatieve projecten en -rondleidingen plaats.  
Het project werd per 1 januari 2013 beëindigd wegens  het volledig stopzetten van de subsidie door de gemeente Hengelo.    